# 정선 필 해악팔경 및 송유팔현도 화첩
정선필 해악팔경 및 송유팔현도 화첩(鄭敾筆 海嶽八景 및 宋儒八賢圖 畵帖)은 조선시대 후기의 대표적 화가인 겸재 정선의 작품이다. 2013년 2월 28일 대한민국의 보물 제1796호로 지정되었다.
원숙한 필치와 과감한 화면구성이 돋보인다. 금강산의 진경 산수화와 중국 송대(宋代)의 유학자 8인의 고사인물화가 각각 8점씩 균형있게 성첩(成帖)되어 있다. 제작시기는 확단하기 어렵지만, 화풍이나 ‘정(鄭)’과 ‘선(敾)’이라는 백문방인(白文方印) 2과(顆)의 사용 등으로 미루어 볼 때 대략 1740년대 후반, 즉 겸재 나이 70대의 작품으로 추정된다.
소품이지만 산수화에서는 화면의 크기에 구애받지 않고 자연의 풍도가 넉넉하게 잘 표현되어 있으며, 고사인물화 역시 산수를 배경으로 유유히 자연을 즐기는 모습으로 그려져 있다. 조선시대 초기부터 말기까지 고사인물화는 꾸준히 제작되었는데 대개 특정 시대를 지정하지 않고 중국의 현인이나 은자들을 두루 그려내는 경우가 일반적이다. 그러나 이 화첩에서는 송대(宋代)라는 특정 시기의 인물들에 초점을 맞추어 그려내었다는 점에서 조선시대 후기 문인 취향을 잘 보여주고, 작품성이나 역사성 측면에서도 가치가 높은 작품이다.

## 같이 보기
- 정선

## 참고 자료
- 정선 필 해악팔경 및 송유팔현도 화첩 - 국가유산청 국가유산포털